# Bravida
Bravida er en svensk service- og installationsvirksomhed med 12.000 ansatte i Sverige, Norge, Danmark og Finland. Bravidas fagområder omfatter elektricitet, data, vvs, ventilation, brand og sikkerhed. Services er design, projektering, installation, drift og vedligehold.

## Danmark
I Danmark er Bravida tilstede igennem datterselskabet Bravida Danmark.
I 2022 havde Bravida Danmark en nettoomsætning på 4,122 mia. kr.
Bravida Danmark er koncernpartner for AGF Fodbold og hovedtrøjesponsor for AGF Fodbold udebanetrøje, det har de været siden 2007.